# NGC 297
NGC 297 je galaksija u zviježđu Kit.

## Vanjske poveznice
- SEDS: NGC 297